# Çinarlar
Çinarlar è un comune dell'Azerbaigian situato nel distretto di Şabran.